# Великий Куяльник
Вели́кий Куя́льник (Малий Хаджибей) — річка в Україні, в межах Подільського і Березівського районів Одеської області. Впадає в Куяльницький лиман (басейн Чорного моря).

## Опис

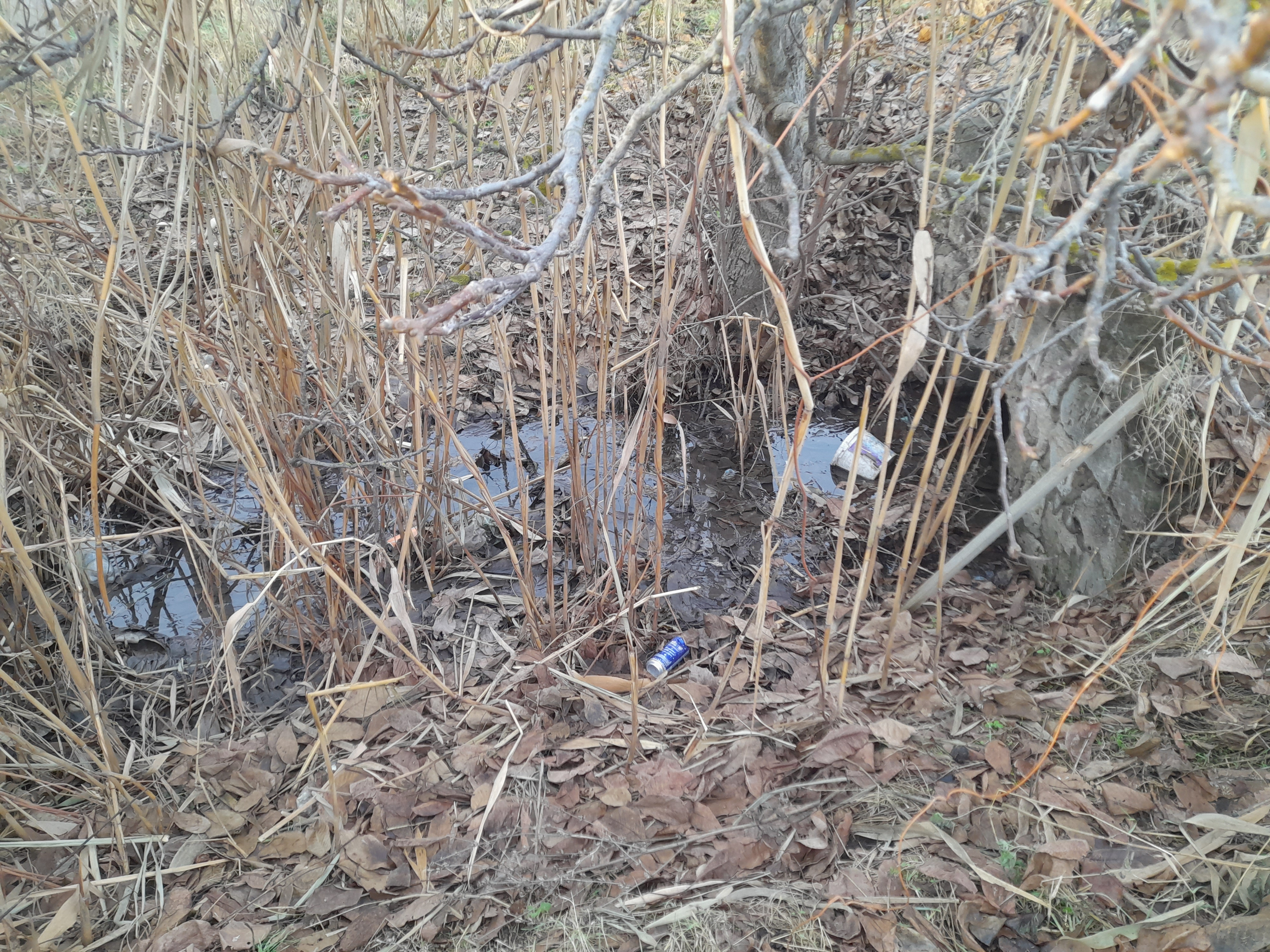
Течія в річці неподалік від витоку, с. Куяльник

Довжина 150 км, площа басейну 1 860 км². Долина завширшки до 3,5 км, у середній та нижній течії глибока, з крутими схилами, порізаними ярами та балками. Заплава завширшки до 1 км. Річище звивисте, завширшки до 5 м, іноді пересихає, в холодні зими перемерзає. Похил річки 0,7 м/км. Споруджена велика кількість ставків, у результаті стік води в Куяльницький лиман знизився, що приводить до його поступового обміління. Живлення річки не тільки снігове, також є джерела (замулені, якщо, влітку міліє). На великій протяжності річка зарегульована.

## Розташування

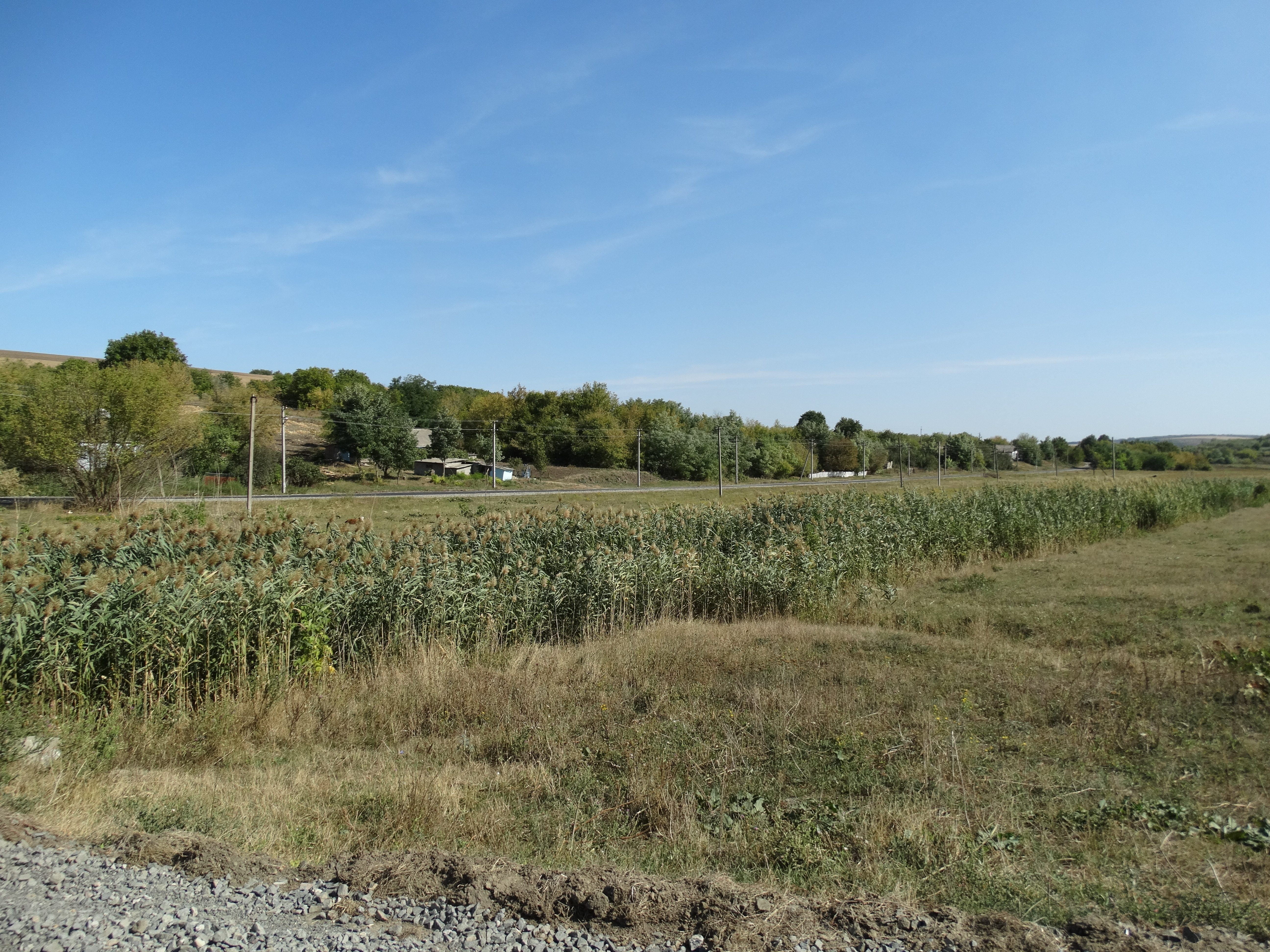
Великий Куяльник у селі Федорівка Подільського району

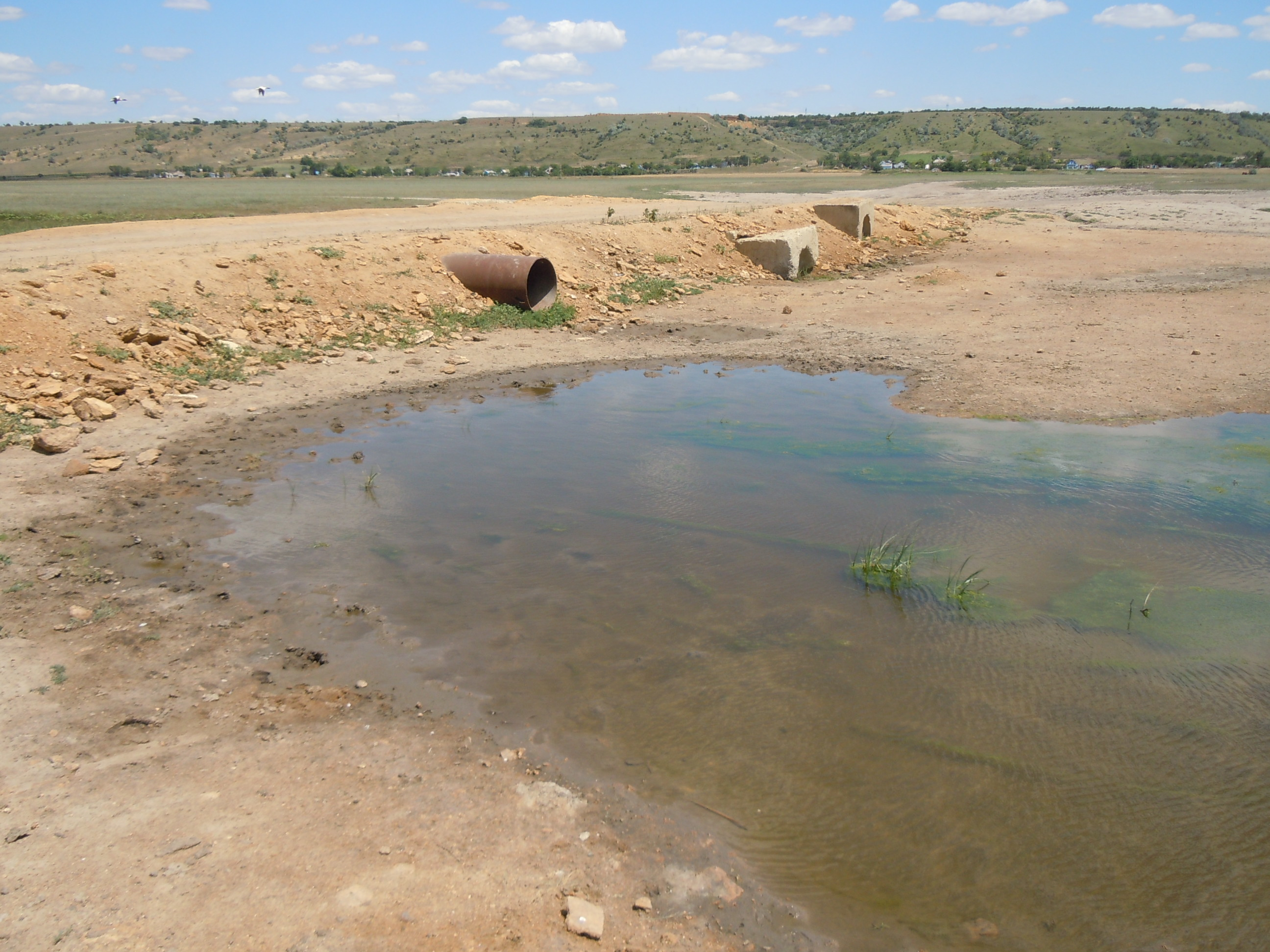
Нелегальна дамба поблизу села Северинівка

Великий Куяльник бере початок на південно-східних схилах Подільської височини, в південно-східній частині міста Подільська. Тече переважно на південний схід, у пониззі — на південь. Впадає в Куяльницький лиман на південь від села Северинівки.
На річці розташовані селища Ширяєве, Іванівка, село Петровірівка і багато інших сіл.

## Притоки
У Великий Куяльник впадають річки Суха Журівка, Силівка, Кошкова (ліві), а також бл. 40 менших річок сумарною протяжністю 280 км.

## Історія
Згідно з описами Геродота клімат північного Причорномор'я понад 2 тисячі років тому був набагато вологішим за сучасний. У той час Великий Куяльник був повноводнішою річкою. В гирлі знайдені залишки грецького поселення III-IV століть до н. е. і декілька скіфських курганів. З часом гирло річки перетворилося на затоку Чорного моря, що відділилася від моря за рахунок пересипу з морського і річкового піску. Відділення відбулося приблизно в XIV столітті, після цієї події на місці колишньої затоки сформувався Куяльницький лиман.

## Цікаві факти
В долині річки розташований ландшафтний заказник Верхній ліс.